# Kamienica Goetzów-Okocimskich w Krakowie
Kamienica Goetzów-Okocimskich w Krakowie – kamienica wzniesiona w latach 1896–1897 przy ulicy św. Jana na krakowskim Starym Mieście, wpisana do rejestru zabytków nieruchomych województwa małopolskiego. Jej projektantem był Teodor Talowski, uważany za jednego z najwybitniejszych i najoryginalniejszych polskich architektów XIX wieku.

## Historia
W średniowieczu i czasach nowożytnych na miejscu obecnej kamienicy znajdowały się dwa domy. Dom południowy, zwany Kamienicą Justowską, został wzniesiony w XV wieku. W 1487 jego właścicielem był Jan Bech. Od drugiej dekady XVI wieku należał do sekretarza królewskiego Justa Ludwika Decjusza, który przed połową XVI wieku przebudował go na wczesnorenesansowy pałac miejski. W 1594 był on dwupiętrowy, podpiwniczony oraz miał murowaną oficynę boczną, w której parterze znajdowała się stajnia. W końcu XVI wieku i pierwszej ćwierci XVII wieku dom należał do rodziny Pernusów, w latach 1628–1669 do margrabiego pińczowskiego Władysława Myszkowskiego. W 1632 w budynku znajdowało się dziewięć izb, dwa pomieszczenia sklepione i cztery piwnice. W 1675 był on własnością kupca Gabriela Gładyszewicza, a następnie Gaudentego Zacherli. W 1682 kamienica była już znacznie zrujnowana, a do 1692 została zupełnie opuszczona. Ruiny domu zostały wyburzone przed 1719, gdyż spis czynszów z tego roku wskazuje już parcelę jako pustą. Dom północny, zwany Kamienicą Pirowską lub Kamienicą Sołtyskowską, został wybudowany w XV lub XVI wieku. W II połowie XVI wieku był własnością Stanisława Sołtyska, a w drugiej ćwierci XVII wieku Justa Cyrusa. W 1632 miał dwa piętra i dwuosiową fasadę, mieściła cztery izby, dwa pomieszczenia sklepione i dwie piwnice. W latach 1652–1661 należał do Mijakowskiego. W 1672 przeszedł na własność rodziny Strzałków, w której władaniu pozostał aż do wyburzenia na początku XVIII wieku.
Przez resztę XVIII wieku i niemal cały wiek XIX parcele po obu domach pozostawały puste. Początkowo urządzono na nich ogród i sad, przynależne do Kamienicy Zacherlowskiej przy Rynku Głównym. W XIX wieku stanowiły zaplecze gospodarcze posesji przyrynkowej. W II połowie XIX wieku wzniesiono na nich drewniane szopy, pełniące funkcję m.in. składów mąki i zakładu kamieniarskiego.
Kamienica Goetzów–Okocimskich została wzniesiona w latach 1896–1897 według projektu Teodora Talowskiego dla Albiny Götz–Okocimskiej, wdowy po Janie Ewangeliście, założycielu Browaru Okocim. Podczas kopania fundamentów budynku odsłonięto piwnice domów stojących dawniej w tym miejscu, w których odkryto m.in. kilkoro drzwi późnogotyckich, odrzwia renesansowe, gzymsy z XVI i XVII wieku, płaskorzeźby i kapitele kolumn. Część z tych artefaktów została później użyta do dekoracji kamienicy Goetzów.
19 lutego 1968 kamienica została wpisana do rejestru zabytków nieruchomych województwa małopolskiego. Znajduje się także w gminnej ewidencji zabytków.

## Architektura
Kamienica została wzniesiona na planie prostokąta z prostokątnym ryzalitem w południowej części elewacji tylnej. W trakcie frontowym jest dwupiętrowa, w pozostałych traktach trzypiętrowa. W części północnej ma dwa trakty, natomiast w południowej trzy. Ma podpiwniczenie.
Fasada budynku ma historyczno–secesyjny wystrój. Jest dwupiętrowa, pięcioosiowa. W połowie wysokości okien pierwszego piętra została podzielona horyzontalnie płaską kamienną listwą na dwie części. Jej dolna część pokryta została boniowaniem płytowym z tynku, natomiast górna wykonana została z cegły z opracowanymi spoinami. Na parterze znajduje się pięć arkadowych otworów zamkniętych półkoliście i ujętych szerokimi, wklęsłymi obramieniami. W pierwszej osi znajduje się trójskrzydłowa, metalowa, malowana brama z pozłacanymi detalami, podzielona cienkimi kolumnami o skręconych trzonach, które podtrzymują gzyms ze skręconego pręta oraz krenelaż z półkolistym nadświetlem o prostokątnych podziałach, ozdobionym dekoracją roślinną. Skrzydło środkowe jest pięciodzielne, natomiast skrzydła boczne trójdzielne. Dolna część bramy ozdobiona jest prostokątnymi płycinami z rozetkami, a górna przeszklona z prześwitami z trójlistnymi maswerkami. W pozostałych osiach parteru znajdują się witryny sklepowe. Okna kamienicy są prostokątne. Mają one kamienne obramienia z ozdobnymi zwieńczeniami, ujęte są pilastrami nadwieszonymi na konsolach i gzymsie parapetowym. Okna pierwszego piętra są wyższe i szersze od okien drugiego piętra. Ich zwieńczenia wsparte są na półcylindrycznych, kolumienkowych służkach. Nad nadprożami znajdują się pary trójlistnych płycin z gładkimi tarczami herbowymi, ujęte od góry łukami, nadwieszonymi na kroksztynach. Powyżej nich w osiach skrajnych i osi środkowej umieszczono owalne medaliony w ozdobnych obramieniach z odcinkami gzymsu, ozdobionego kimationem jońskim, wolutowymi spływami, girlandą ze wstęgami i rozetami. W pozostałych osiach w zwieńczeniach okien znajdują się duże muszle z liśćmi akantu, ujęte spływami wolutowymi ozdobionymi rozetami. Na drugim piętrze zwieńczenia okien mają kształt gładkich szczycików, zwężających się uskokowo ku górze i nadwieszonych na profilowanym łuku koszowym i guzach, udekorowanych rozetami i liśćmi akantu. Obok okna pierwszej osi pierwszego piętra, na gzymsie kordonowym, znajduje się napis: FECIT THEODORUS TALOWSKI ARCHITECTVS MDCCCXCVII. Fasadę wieńczy profilowany gzyms koronujący. Elewacja tylna jest trzypiętrowa, dwuosiowa, z trzyosiowym ryzalitem w części południowej. Budynek nakryty jest dachem kalenicowym.
Piwnice budynku mają mury z cegły maszynowej z fragmentami starszych kamiennych murów. Nakryte są sklepieniami kolebkowymi na łuku odcinkowym i stropami Kleina. W przyziemiu znajduje się prostokątna sień z posadzką z płytek ceramicznych, ozdobionych zgeometryzowanym motywem roślinnym, nakryta sufitem z geometryczno-roślinną bordiurą i fasetą z motywami girland, wstęg i kartuszy, podtrzymywanych przez putta. Za nią, w trakcie tylnym, znajduje się przejście do oficyny bocznej oraz dwubiegowa klatka schodowa z drewnianymi stopniami schodowymi i kutą balustradą, ozdobioną motywami roślinnymi, maszkaronami i ozdobnym słupkiem, nakryta na trzecim piętrze sufitem z fasetą. Klatka ta umożliwia również dostęp do pięter sąsiedniej Kamienicy Słowikowskiej (nr 5). Druga klatka schodowa, dostępna z pomieszczeń w trakcie tylnym, znajduje się w ryzalicie południowym. Na parterze, w dwóch pomieszczeniach w trakcie środkowym, znajdują się sklepienia kolebkowe na łuku odcinkowym, a w pozostałych gładkie sufity. Na pierwszym i drugim piętrze sufity pomieszczeń ozdobione są bogatą dekoracją stiukową, fasetami z motywami liści akantu, kwiatów, wolut, waz, muszli, ptaków i z puttami oraz rozetami środkowymi z motywem kosza i puttami, girland, wazonów, kwiatów i liści, muszli, liści i kwiatonów. W kilku pomieszczeniach znajdują się także bordiury i fryzy poniżej faset. Przejścia pomiędzy pomieszczeniami w trakcie środkowym ozdobiono konsolami wolutowymi z liśćmi akantu i kartuszami. W pokojach zachowały się piece kaflowe z dekoracją geometryczno-roślinną z końca XIX wieku. Na trzecim piętrze wszystkie pomieszczenia mają gładkie sufity. W pomieszczeniu osi środkowej zachował się neobarokowy piec kaflowy. Na wszystkich kondygnacjach znajduje się oryginalna stolarka drzwiowa, jedno- i dwuskrzydłowa, ozdobiona płycinami, z mosiężnymi klamkami i szyldami. Zachowała się oryginalna więźba dachowa płatwiowo-kleszczowa.
Kamienica ma dwie oficyny: boczną i tylną. Oficyna boczna wzniesiona została na planie prostokątna. Jest ona trzypiętrowa, dwutraktowa, częściowo podpiwniczona. Nakryta jest dachem pulpitowym. Jej elewacja jest trójosiowa, o niesymetrycznym układzie osi. Ponad oknami pierwszego piętra wmurowano pozostałości kamieniarki gotycko–renesansowej, odnalezione podczas wykopów pod fundamenty. Piętra dostępne są przejściami z głównej klatki schodowej budynku frontowego. W pomieszczeniach znajduje się oryginalna stolarka drzwi i posadzki ceramiczne z końca XIX wieku. Oficyna tylna zbudowana jest na planie dwóch stycznych czworoboków. Jest ona trzypiętrowa, o nieregularnym układzie pomieszczeń, podpiwniczona. Nakryta jest dachem pulpitowym. W północno-wschodnim narożniku ma klatkę schodową z krętymi, drewnianymi schodami, doświetloną oknami w elewacji północnej. We wnętrzach zachowały się elementy dekoracji z końca XIX wieku: posadzki ceramiczne, drzwi płycinowe jednoskrzydłowe i dwa piece kaflowe.